# Banda de freqüència

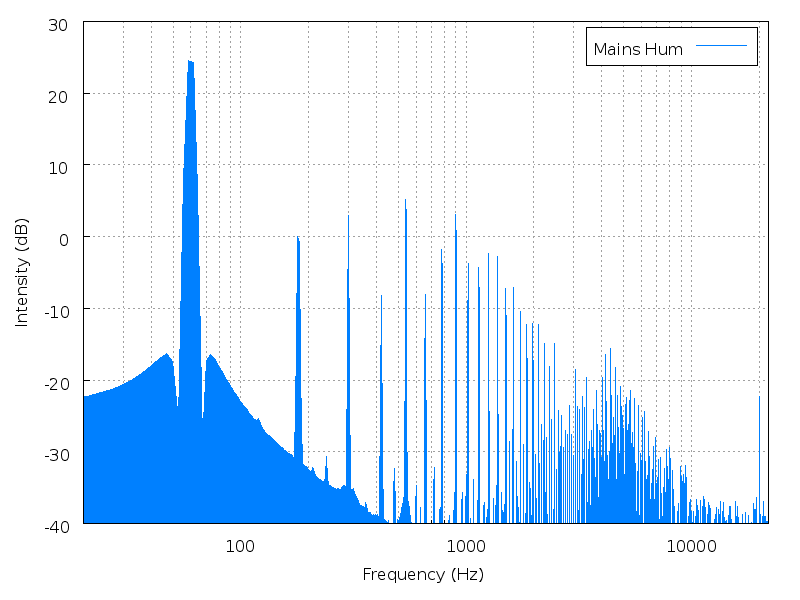
Banda de freqüència

Una banda de freqüència és un interval en el domini freqüencial, delimitat per una freqüència inferior i una freqüència superior. El terme pot referir-se a una banda de ràdio (com ara estàndards de comunicació sense fil establerts per la Unió Internacional de Telecomunicacions) o un interval d'algun altre espectre.
El rang de freqüències d'un sistema és el rang sobre el qual es considera que proporciona un rendiment satisfactori, com ara un nivell útil de senyal amb característiques de distorsió acceptables. Una llista dels límits superior i inferior dels límits de freqüència per a un sistema no és útil sense un criteri del que representa el rang.
Molts sistemes es caracteritzen pel rang de freqüències a les quals responen. Per exemple:
- Els instruments musicals produeixen diferents rangs de notes dins del rang auditiu.
- L'espectre electromagnètic es pot dividir en molts rangs diferents, com ara llum visible, radiació infraroja o ultraviolada, ones de ràdio, raigs X, etc., i cadascun d'aquests rangs es pot dividir al seu torn en rangs més petits.
- Un senyal de radiocomunicacions ha d'ocupar un rang de freqüències que transporten la major part de la seva energia, anomenada amplada de banda. Una banda de freqüència pot representar un canal de comunicació o subdividir-se en molts. L'assignació de rangs de radiofreqüències a diferents usos és una funció important de l'assignació de l'espectre de ràdio.[4]